# Wohn- und Wirtschaftsgebäude Butteldorf 31
Das Wohn- und Wirtschaftsgebäude Butteldorf 31 im niedersächsischen Elsfleth-Butteldorf im Landkreis Wesermarsch stammt vom Ende des 18. Jahrhunderts und von um 1900.

Aktuell (2023) wird es als Wohnhaus genutzt.
Das Gebäude steht unter Denkmalschutz (siehe auch Liste der Baudenkmale in Butteldorf).

## Beschreibung und Geschichte
Die Marschhufensiedlung Moorriem mit der südwestlichen Bauerschaft Butteldorf erstreckt sich über etwa 16 Kilometer, wurde nach 1062 gegründet und erhielt im 14. Jahrhundert die heutige Struktur mit den schmalen, oft extrem langgestreckten Parzellen. Im Abstand von ca. 50 bis 100 Metern liegen zahlreiche Hofstellen auf Wurten.
Diese Hofanlage auf einer Wurt besteht aus
- dem eingeschossigen giebelständigen Wohn- und Wirtschaftsgebäude von Ende des 18. Jahrhunderts (um 1800) als Zweiständer-Hallenhaus, in Fachwerk mit Steinausfachungen, mit reetgedecktem Krüppelwalmdach, Niedersachsengiebeln mit Uhlenloch und der Grooten Door mit Korbbogen; der Wirtschaftsgiebel wurde 1900 (Inschrift) mit Steinwänden umgebaut und um ein Fach verlängert, dann der Wohnteil und später Umbau des Gebäudes zum Wohnhaus,[2]
- dem rechten Stallanbau in Backstein mit Satteldach von wohl um 1900,
- sowie weiteren nicht denkmalgeschützten Nebenanlagen.

Das Landesdenkmalamt befand: „… geschichtliche Bedeutung … als beispielhaftes, in Fachwerk errichtetes Hallenhaus der Zeit um 1800 …“